# Republica Slovacă (1939-1945)
Republica Slovacă (în slovacă Slovenská republika) a fost un stat național independent slovac care a existat din 14 martie 1939 până pe 8 mai 1945. Republica Slovacă a fost un aliat și stat clientelar al Germaniei Naziste. Teritoriul ocupat de prima republică slovacă este cu aproximație același cu cel al Slovaciei din zilele noastre (cu excepția al părților sudice și estice ale statului din zilele noastre). Republica Slovacă se învecina cu Germania, Protectoratul Boemiei și Moraviei, Polonia și Ungaria.
Republica Slovacă a fost recunoscută de Germania Nazistă și statele aliate cu aceasta sau neutre față de Reich – Italia Fascistă, Imperiul Japonez și statele sale marionetă (Manchukuo, Mengjiang și Guvernul provizoriu al Chinei), Uniunea Sovietică, Spania, Croația, Lituania, Estonia, Elveția, El Salvador, Vatican și Ungaria. Existența legală a primei republici slovace a fost anulată retroactiv de puterile victorioase în al doilea război mondial ca rezultat al anulării Acordului de la München și a tuturor consecințelor acestuia.
Republica Slovacă din perioada celui de-al doilea război mondial mai este denumit și Prima Republică Slovacă (prvá Slovenská republika) sau Statul Slovac (Slovenský štát) pentru a o deosebi de Slovacia din zilele noastre – A doua Republică Slovacă, care nu este însă considerat din punct de vedere legal un stat succesor al primei republici. Denumirea de Slovenský štát a fost folosită în aproape toate textele istorice apărute în Cehoslovacia comunistă (1948-1989).

## Istorie

### Apariția Republicii Slovace

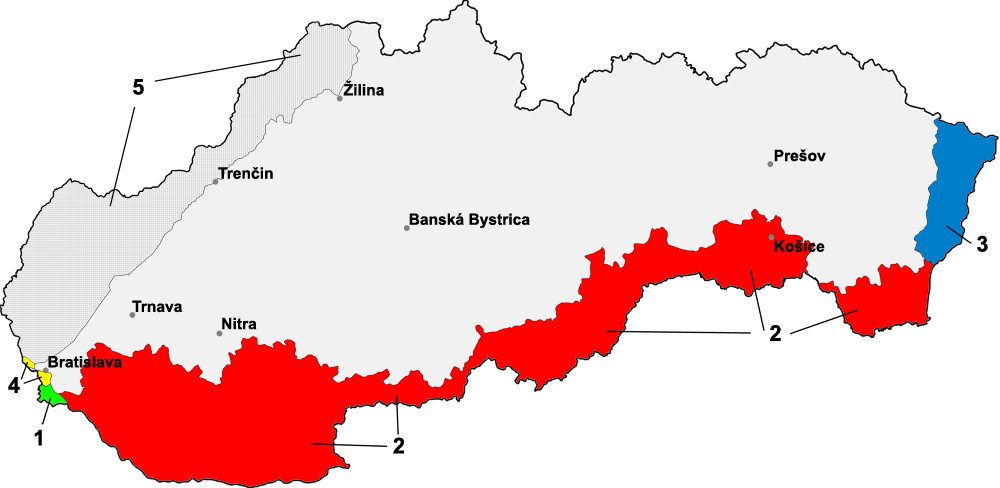
Schimbări teritoriale ale Republicii Slovace din 1938 până în 1947 (nu figurează schimbările de frontieră cu Polonia)

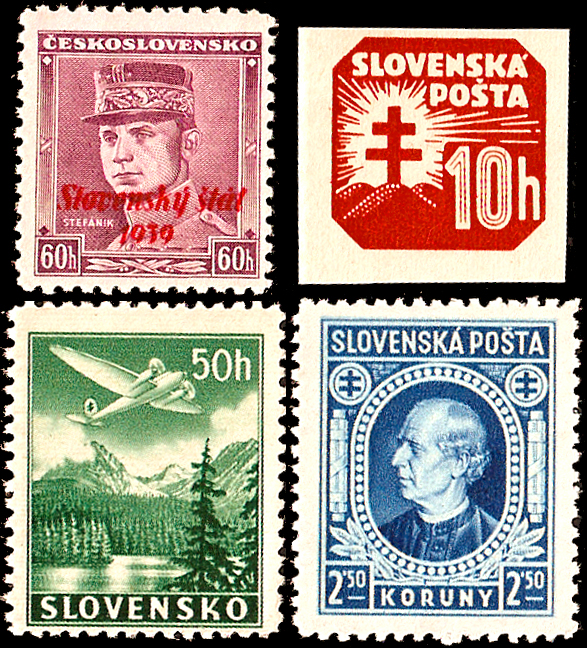
Mărcile poștale, 1939-45

După Acordul de la München, Slovacia a obținut autonomia în cadrul Ceho-Slovaciei (noua denumire a Cehoslovaciei) și a pierdut teritoriile sudice în favoarea Ungariei după primul arbitraj de la Viena. Adolf Hitler, care se pregătea să invadeze Cehia, avea mai multe planuri în privința Slovaciei. (Oficialii germani fuseseră informați greșit de cei maghiari că slovacii doreau să se unească cu Ungaria). Decizia finală a lui Hitler a fost să creeze un stat separat slovac, aflat sub „protecția” Germaniei, care să reprezinte o bază strategică de atac împotriva Poloniei.
Pe 13 martie 1939, Hitler l-a invitat pe monseniorul Jozef Tiso (fostul premier al Slovaciei autonome, înlăturat prin forță de trupele cehe cu câteva zile mai înainte) la Berlin, pentru a-l îndemnat să proclame independența Slovaciei, alternativa fiind împărțirea țării între Ungaria și Polonia. Această posibilitate a fost „confirmată” de Joachim von Ribbentrop, care a prezentat un raport fals cu privire la mobilizarea trupelor maghiare la granița cu Slovacia. Tiso a refuzat să ia decizia proclamării independenței de unul singur. Hitler a fost de acord ca problema independenței să fie hotărâtă de Dieta (parlamentul) slovac. Pe 14 martie, a fost convocată Dieta. În sesiunea parlamentului, Tiso a prezentat un raport asupra discuțiilor cu Hitler, iar deputații au aprobat în unanimitate proclamarea independenței. Jozef Tiso a fost numit prim-ministru al noii republici.

### Războiul cu Ungaria
Pe 23 martie 1939, Ungaria, după ce ocupase deja Rutenia Subcarpatică, și-a atacat vecinul slovac de pe poziții din această regiune. Slovacia a fost nevoită să cedeze 1.697 km² de teritoriu cu o populație de aproximativ 70.00 de oameni, din care o mare parte era formată din maghiari.

### Participarea Slovaciei la campania din Polonia din 1939
Slovacia a fost singurul membru al Axei care a participat alături de Germania la campania din Polonia. În perioada în care Germania pregătea invazia din Polonia din septembrie 1939, OHW a cerut ajutorul armatei Slovace. Deși forțele armate slovace aveau o vechime de doar șase luni, au fost formate două mici grupuri mobile. Primul grup de luptă a avut dimensiunea unei brigăzi și era compus din șase batalioane de infanterie, două de artilerie și o companie de geniști, aflate sub comanda lui Antonín Pulanich. Al doilea grup a fost compus din două batalioane combinate de cavalerie și motocicliști de recunoaștere, plus nouă baterii motorizate de artilerie, sub comanda lui Gustav Malár. Cele două grupuri au fost organizate în jurul cartierelor generale ale Diviziilor I și III-a de infanterie slovacă. Cele două grupuri slovace au participat la luptele din sudul Poloniei. La final, Slovacia a câștigat teritorii poloneze locuite de slovaci.

### Sfârșitul Republicii Slovace
După izbucnirea insurecției naționale antinaziste din august 1944, germanii au ocupat din septembrie țara. Trupele germane au fost alungate pas cu pas de armatele sovietice, române și cehoslovace care înaintau din răsărit. Teritoriile eliberate au devenit parte a Cehoslovaciei.
Prima republică slovacă a încetat definitiv să existe de facto pe 4 aprilie 1945, când Armata Roșie a eliberat Bratislava și ultima parte a Slovaciei. De jure, Republica Slovacă a încetat să existe pe 8 mai 1945, când guvernul slovac în exil a capitulat la Kremsmünster (Austria) în fața în fața generalului Walton Walker, comandantul Armatei a 3-a americane.

## Armata slovacă

### Grupul expediționar slovac din Rusia
După patru zile de la declanșarea invadării URSS de către Germania, Slovacia a trimis propriile sale unități împotriva sovieticilor – „Grupul expediționar slovac”. Acest grup de armată era comandat de ministrul slovac al apărării, Ferdinand Čatloš.
În timpul campaniei de pe frontul de răsărit, forțele slovace au rămas treptat în spatele celor germane. Acest fapt s-a datorat în principal lipsei de mijloace mecanizate pentru deplasarea celor 45.000 de soldați slovaci.

### Brigada Pilfousek
Ca urmare a incapacității Grupului expediționar să mențină ritmul alături de trupele germane, s-a luat decizia creării unei unități mobile care să aibă o mobilitate crescută. Toate unitățile motorizate ale Grupului expediționar au fost concentrate în așa-numita „Comenduirea mobilă slovacă”, cunoscută și ca „Brigada Pilfousek”, după numele comandantului, Rudolf Pilfousek, fostul comandant al Diviziei a II-a slovace.
Brigada Pilfousek a înaintat spre Lvov și Vinnița. După 8 iulie 1941, brigada a trecut sub comanda tactică a Armatei a 17-a germane. Restul Grupului expediționar slovac, (care nu mai acționau ca formații independente), a fost folosit în spatele liniilor germane pentru asigurarea securității Grupului de Armate Sud, în lupta împotriva partizanilor sovietici. De pe 22 iulie, Brigada Pilfousek a participat la luptele din regiunile Vinnița și Lipovăț, în timpul cărora a avut pierderi grele. După aceea, brigada a fost mutată în nord, luptând la Berdiciv, Jitomir și mai departe spre Kiev.

### Divizia I (mobilă) de infanterie
La începutul lunii august 1941, Grupul expediționar slovac a fost retras de pe liniile frontului și s-a trecut la formarea a două unități noi care trebuiau să fie mai bine dotate și organizate pentru războiul modern. Cele mai bune unități ale grupului au fost organizate în două noi divizii – Divizia I (mobilă) de infanterie și Divizia a II-a (securitate) de infanterie. Divizia I (mobilă) de infanterie a fost cunoscută și ca „Divizia I slovacă”.
Divizia I slovacă a fost comandată la început de Gustav Malar, care participase și la luptele din Polonia din 1939. Pe la mijlocul lunii septembrie 1941, Divizia I slovacă s-a reîntors pe front, în apropierea Kievului. După cucerirea Kievului, Divizia I slovacă a fost transferată la rezerva Grupului de Armate Sud. Aici, divizia slovacă a înaintat de-a lungul râului Nipru, participând la luptele Armatei I Panzer din dreapta și stânga Niprului. Divizia slovacă a fost transferată mai apoi în regiunile Maripol și Taganrog, după care a petrecut iarna 1941-1942 pe poziții de-a lungul râului Mius. Mai apoi, divizia slovacă a participat la luptele din Caucaz. La sfârșitul lunii septembrie 1942, la comanda diviziei a fost numit Jozef Turanec. Sub conducerea sa, divizia a forțat râul Kuban și a înaintat până în regiunea Taupze. La sfârșitul anului 1942, a fost transferat din cadrul Diviziei a II-a (securitate) la Divizia I-a un regimente de artilerie. În ianuarie 1943, Divizia I-a a primit un nou comandant, generalul-locotenent Gen Jurech.
După înfrângerea grea suferită de forțele Axei la Stalingrad în iarna 1942-1943, situația frontului german din Caucaz a devenit foarte dificilă, toate unitățile Axei din zonă fiind retrase rapid pentru a evita încercuirea lor. Divizia slovacă a fost în primejdie să fie încercuită lângă Saratovskaia, dar a reușit să scape. Unitățile diviziei mobile au fost transferate pe calea aerului din regiunea Kuban, dar a fost nevoită să părăsească tot echipamentul și armamentul greu. Mai târziu, divizia slovacă a fost folosită ca ariergardă în evacuările capetelor de pod de la Sivaș și Perekop. După această dată, înregistrările din jurnalele de front s-au pierdut. La un moment dat, a fost numit un nou comandant, Elmir Lendvay. Divizia I reapare în luptă lângă Melitopol. În ciuda faptului că a căzut în încercuire, divizia slovacă a reușit să străpungă liniile sovietice și s-a reîntors în rândurile frontului german. Slovacii au pierdut aproximativ 2.000 de oameni în timpul acestei acțiuni. Divizia I a fost practic distrusă și a fost retrasă din prima linie.
La începutul anului 1944 a fost recreată fosta Divizie mobilă, cu efective și armament mult reduse. Noua unitate a mai fost cunoscută și ca „Grupul de luptă Tartarko” și era încadrată cu 12 ofițeri, 13 subofițeri și 775 soldați. Grupul de luptă a fost trimis în regiunea Crimeei pentru a asigura securitate spatelor liniilor Grupului de Armată Sud. În iunie 1944, grupul a fost retras de pe front și a fost transferat în România, unde i s-a schimbat destinația, fiind transformată în brigadă de construcții.

### Divizia a II-a (securitate) de infanterie
Divizia a II-a (securitate) de infanterie a fost implicată în principal în asigurarea securității spatelui frontului și în lupta împotriva partizanilor sovietici. La început, Divizia a II-a a fost folosită pentru curățarea pungilor de rezistență sovietice, pe care le depășiseră germanii în înaintarea lor. Mai târziu, divizia a fost folosită în lupta împotriva partizanilor sovietici din regiunea Jitomir. Mai multe subunități din Divizia a II-a au fost transferate în cadrul Diviziei I (mobilă), inclusiv Regimentul al 31-lea de artilerie. După înfrângerea de la Stalingrad, moralul soldaților slovaci a început să scadă iar ei au fost transferați în regiunea orașului Minsk. După 1 noiembrie 1943, ca urmare a creșterii numărului de dezertori din cadrul diviziei, militarii rămași au fost dezarmați și transferați în Italia, la Ravenna ca unitate de construcții.

### Forțele aeriene slovace
„Slovenské vzdušné zbrane” (SVZ) a fost Forțele aeriene ale efemerului stat slovac. Forțele aeriene slovace au avut misiunea să asigure sprijin aerian pe frontul de răsărit și să apere zona metropolitană a Bratislavei împotriva atacurilor aeriene Aliate.

## Relațiile internaționale
Încă de la începutul existenței ei, Republica Slovacă a fost puternic dependentă de Germania Nazistă. Prin „Tratatul asupra relațiilor de protecție dintre Reichul German și Statul Slovac” (Tratatul de protecție), Slovacia își subordona practic politica externă, de apărare și economică intereselor germane. Slovacia s-a alăturat în mod logic Axei și a participat la războiul împotriva Poloniei. De asemenea, Slovacia a participat la războiul împotriva URSS și a declarat război Angliei și SUA. Cu excepția unei porțiuni înguste de la frontiera cu Protectoratul Boemiei și Moraviei („Schutzzone Slowakei”), Slovacia nu a fost ocupată de trupele germane cea mai mare parte a războiului.
Cea mai mare problemă de politică externă a Slovaciei a fost relația cu Ungaria, care anexase cam o treime din teritoriul țării după Primul arbitraj de la Viena și care încercase să ocupe și restul teritoriului republicii. Slovacia a încercat în mai multe rânduri să obțină revizuirea arbitrajului, dar Germania s-a opus de fiecare dată. De asemenea, între guvernele de la Bratislava și de la Budapesta au existat fricțiuni neîntrerupte cu privire la tratamentul aplicat slovacilor din Ungaria.

## Populație
85% dintre locuitorii țării erau slovaci, iar restul erau germani, unguri, evrei, țigani. 50% din poplația țării lucra în agricultură. Slovacia era împărțită în șase regiuni ("župy"), 58 districte ("okresy") și 2.659 de municipalități. Capitala Bratislava avea peste 140.000 de locuitori.

## Politică
Slovacia a continuat sistemul legal cehoslovac, care a fost modificat treptat. În conformitate cu prevederile constituției din 1939, președintele (Jozef Tiso) era șeful statului. „Dieta Republicii Slovaciei” era aleasă pe 5 ani și era cel mai înalt corp legislativ al țării, dar nu au fost organizate alegeri generale pentru alegerea deputaților parlamentului. În schimb, a funcționat așa-numitul „Consiliu de stat” cu funcțiile unei camere superioare a unui parlament (Senat). Organul executiv al puterii de stat era guvernul cu opt miniștri.
Republica Slovacă din timpul celui de-al doilea război mondial era un stat autoritarist cu elemente fasciste. Uneori, regimul slovac din perioada amintită este caracterizat ca fiind „clerical-fascist”. Acesta a fost de fapt termenul folosit de-a lungul întregii perioade de existență a Cehoslovaciei comuniste. Partidul politic conducător era „Partidul Poporului Slovac al lui Hlinka” (sau Partidul Unității Naționale Slovace). A mai fost autorizată funcționarea partidelor unor minorități naționale – ale germanilor și maghiarilor), în vreme ce toate celelalte partide politice au fost interzise. (Ar mai trebui spus că acțiunea de interzicere a partidelor politice a avut loc de fapt mai înainte de proclamarea independenței țării). Guvernul a emis o serie de legi antisemite, iar mai târziu a sprijinit deportarea evreilor în lagărele de concentrare germane. Pe de altă parte, nu a fost pronunțată nicio condamnare la moarte în perioada de existență a republicii.

## Intern
Existența statului independent slovac a avut și efecte pozitive asupra științei, culturii, învățământului și economiei slovace. În 1942 a fost fondată Academia Slovacă de Științe. Au fost înființate mai multe licee și universități cu limba de predare slovaca, iar arta a înflorit în republică.

## Împărțirea administrativă

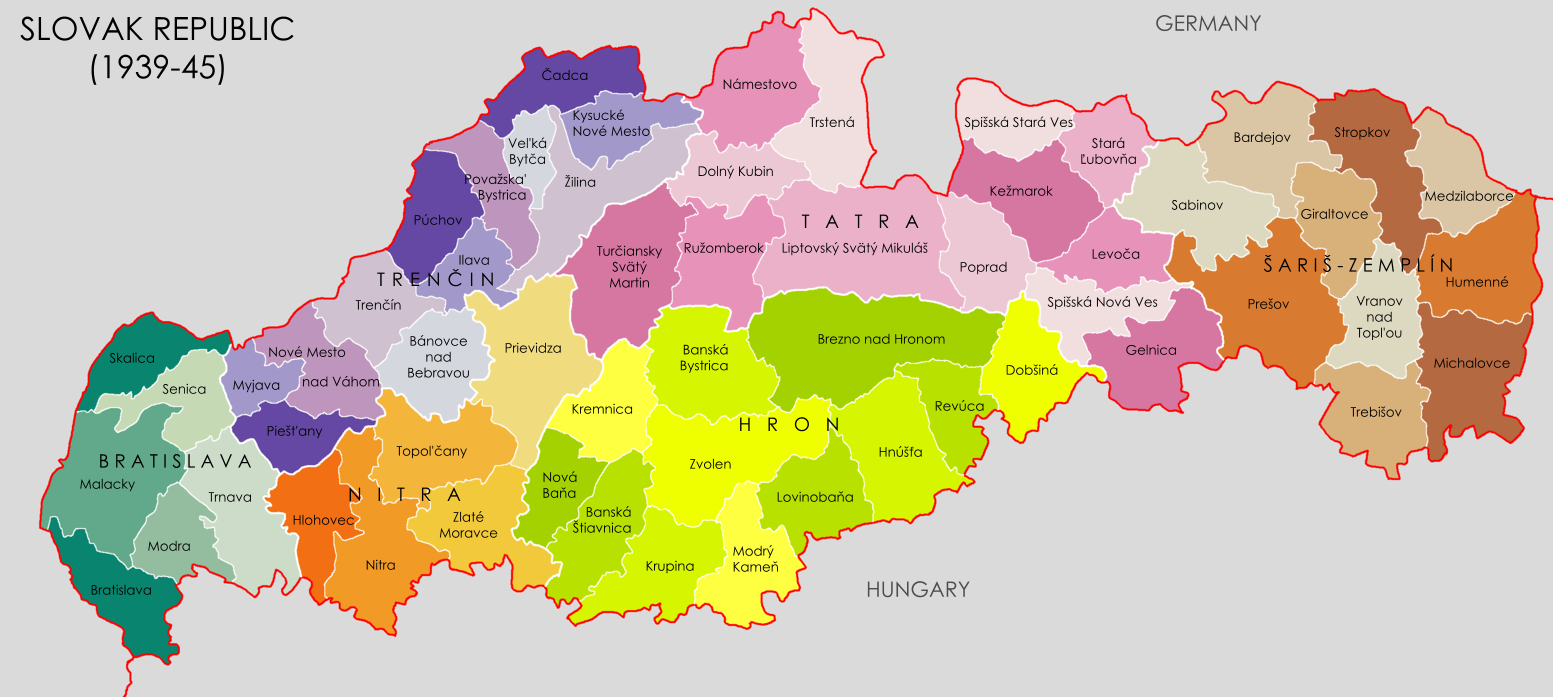
Republica Slovacă în 1944

Republica Slovacă era împărțită începând cu 1 ianuarie 1940 în șase regiuni și 58 de districte:
- Bratislavská župa – 3.667 km², 455.728 locuitori
  - 6 districte: Bratislava, Malacky, Modra, Senica, Skalica, Trnava

- Nitrianska župa – 3.546 km², 335.343 locuitori
  - 5 districtes: Hlohovec, Nitra, Prievidza, Topoľčany, Zlaté Moravce

- Trenčianska župa – 5.592 km², 516 698 locuitori
  - 12 districte: Bánovce nad Bebravou, Čadca, Ilava, Kysucké Nové Mesto, Myjava, Nové Mesto nad Váhom, Piešťany, Považská Bystrica, Púchov, Trenčín, Veľká Bytča, Žilina

- Tatranská župa – 9.222 km², 463.286 locuitori
  - 13 districte: Dolný Kubín, Gelnica, Kežmarok, Levoča, Liptovský Svätý Mikuláš, Námestovo, Poprad, Ružomberok, Spišská Nová Ves, Spišská Stará Ves, Stará Ľubovňa, Trstená, Turčiansky Svätý Martin

- Šarišsko-zemplínska župa – 7.390 km², 440 372 locuitori
  - 10 districte: Bardejov, Giraltovce, Humenné, Medzilaborce, Michalovce, Prešov, Sabinov, Stropkov, Trebišov, Vranov nad Topľou

- Pohronská župa – 8.587 km², 443 626 locuitori 
  - 12 districte: Banská Bystrica, Banská Štiavnica, Brezno nad Hronom, Dobšiná, Hnúšťa, Kremnica, Krupina, Lovinobaňa, Modrý Kameň, Nová Baňa, Revúca, Zvolen

## Slovacia și Holocaustul
La scurtă vreme după proclamarea independenței, Republica Slovacă a început să ia anumite măsuri antisemite. Gărzile lui Hlinka au început să atace evreii, iar în septembrie 1941 a fost pus în practică un „Cod evreiesc”. Acest cod era inspirat de Legile de la Nürnberg și cerea evreilor să poarte o banderolă galbenă. De asemenea, evreilor li s-a interzis să ocupe anumite funcții sau să exercite o serie de meserii, iar căsătoriile interconfesionale au fost interzise. Până în octombrie 1941, 15.000 de evrei au fost expulzați din Bratislava. Cea mai mare parte a lor a fost trimisă în lagărele de concentrare.
Republica Slovacă a fost una dintre țările care a fost de acord cu deportare a evreilor ca parte a „Soluției finale naziste”. La început, guvernul slovac a încercat să facă un târg cu Germania în octombrie 1941 prin care evreii trebuiau „livrați” în schimbul muncitorilor slovaci necesari economiei naziste de război. După Conferința de la Wannsee, germanii au fost de acord cu propunerea slovacilor și între cele două părți s-a încheiat un acord prin care Republica Slovacă trebuia să plătească pentru fiecare evreu deportat o sumă fixă, iar, în schimb, Germania promitea că evreii deportați nu aveau să se mai întoarcă niciodată în Slovacia. La început s-a căzut de acord asupra a „20.000 de evrei tineri și puternici", dar, după scurtă vreme, guvernul slovac a fost de acord cu propunerea germană de „evacuare a întregii populații evreiești în teritoriile din est”.
Deportarea evreilor slovaci a început pe 25 martie 1942, dar a fost întreruptă pe 20 noiembrie 1942 după ce un grup de cetățeni evrei, conduși de Gisi Fleischmann și Michael Ber Weissmandl, au apelat la Curia Romană (Vaticanul). Printr-un amestec de negocieri și mită, procesul deportării a fost oprit. Cu toate acestea, aproximativ 58.000 de evrei fuseseră deja deportați, în special în lagărul de concentrare Auschwitz. Guvernanții slovaci au declarat că au crezut că evreii au fost forțați să lucreze în fabricile de armament germane și a depus o plângere oficială când a devenit clar că evreii au fost victime ale execuțiilor în masă.
Deportările evreilor au fost reluate pe 30 septembrie 1944, când Armata Roșie a ajuns în apropierea granițelor slovace și a izbucnit Insurecția națională slovacă. Ca rezultat a acestor evenimente, germanii au decis să ocupe toată Slovacia, care și-a pierdut astfel independența. În timpul ocupației germane, alți aproximativ 13.000 de evrei au fost deportați, iar cam 5.000 au fost arestați. Deportările evreilor au continuat până pe 31 martie 1945. În total, autoritățile germane și slovace au deportat aproximativ 70.000 de evrei slovaci. În jur de 65.000 de evrei slovaci au murit în lagărele de concentrare germane. Există estimări recente care afirmă că aproximativ 105.000 de evrei slovaci, sau 77% din populația evreiască interbelică a Slovaciei, au murit în timpul războiului.

## Partidul de guvernământ și cele două facțiuni ale sale
În rândurile partidului de guvernământ „Partidul Poporului Slovac al lui Hlinka” s-a remarcat încă din 1939 existența a două facțiuni. Facțiunea conservatoare și moderată condusă de monseniorul Jozef Tiso, președinte al Slovaciei și al partidului, dorea crearea unui stat autoritarist și religios. Această facțiune controla cele mai importante posturi guvernamentale, ale partidului și clerul.
Cealaltă facțiune era formată din radicali inspirați de modelul național socialist german, era puternic antisemit, milita pentru îndepărtarea tuturor cehilor și pentru crearea unui stat fascist bazat pe principiile colectivismului și ale „sângelui și pământului”. Principala lor organizație era Garda lui Hlinka (Hlinkova garda). Reprezentanții lor în guvern erau premierul Vojtech Tuka și ministrul de interne Alexander Mach.
Problema aripii extremist-fasciste era aceea că populația sprijinea latura moderată a partidului, deoarece latura demagogică nu era compatibilă cu convingerile catolice a majorității slovacilor – țărani și mici afaceriști. În plus, țara se bucura de o situație economică bună, cel puțin în comparație cu țările vecine, devastate de război, chiar comparativ cu Germania. Facțiunile moderată-catolică și cea nazistă erau unite de aversiunea comună împotriva bolșevismului.
Germania a sprijinit la început pe Tuka și facțiunea sa extremistă, dar după începerea deportărilor evreilor în 1942, conform „principiului Führerului” prin care dictatorul se identifică cu țara, facțiunea moderată a lui Tiso s-a bucurat de încrederea naziștilor germani. Această atitudine i-a permis lui Tiso să întrerupă la un moment dat deportările evreilor.

## Politicieni și conducători ai Republicii Slovace

### Președinte
- Jozef Tiso: 14 martie 1939 – 3 aprilie 1945

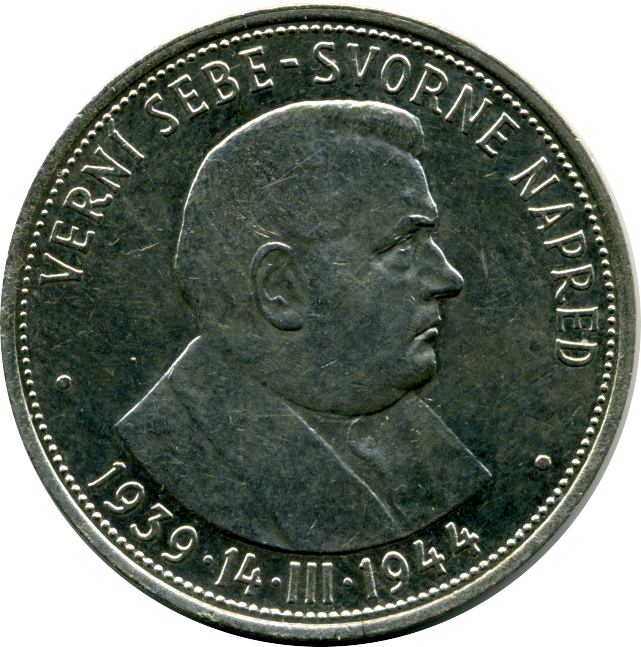
Moneda de 50 de coroane slovace din argint bătute cu ocazia sărbătoririi a 5 ani de la fondarea Republicii Slovace. Moneda poartă efigia președintelui Josef Tiso.

### Prim-miniștri
- Jozef Tiso: 14 martie 1939 – 29 octombrie 1939
- Vojtech Tuka: 29 octombrie 1939 – 5 septembrie 1944
- Stefan Tiso: 5 septembrie 1944 – 3 aprilie 1945

### Comandanți ai forțelor germane de ocupație
- Gottlob Berger: 29 august 1944 – 20 septembrie 1944
- Hermann Höfle: 20 septembrie 1944 – 3 aprilie 1945

### Comandanți ai forțelor sovietice de ocupație
- Ivan Efimovici Petrov: 6 august 1944 – 24 martie 1945
- Andrei Ivanovici Eriomenko: 25 aprilie 1945 – iulie 1945